# Megachile cingulata
Megachile cingulata là một loài Hymenoptera trong họ Megachilidae. Loài này được Friese mô tả khoa học năm 1903.